# Bévéziers (S621)
Pour les articles homonymes, voir Bévéziers (sous-marin).
Le Bévéziers (numéro de coque S621) était un sous-marin de classe Agosta de la marine française.

## Fabrication
Le navire a été commandé au chantier naval de Cherbourg, où la quille a été posée le 17 mai 1973. Il a été lancé le 14 juin 1975 et achevé le 29 juillet 1977.

## Service
Le navire a été retiré du service en 1998. Il a été stocké à l'Arsenal de Brest de 2009 à 2020 dans l'attente de sa démolition, et finalement démantelé à Brest en 2020-2021.